# Эванс, Эдвин (художник)
Эдвин Эванс (англ. Edwin Evans; 1860—1946) — американский художник-пейзажист и педагог. Также известен своими фресками.

## Биография
Родился 2 февраля 1860 года в городе Lehi, штат Юта. Его отец Дэвид Эванс (1804-1883) был епископом, основателем города, где он родился, который изначально назывался Эвансвилл.
С ранних лет Эдвин он рисовал в качестве хобби и не планировал стать художником. Когда он работал железнодорожным телеграфистом, его работы были замечены Алонсо Гайдом (1848-1910), сыном Орсона Гайда, одного из лидеров Церкви Иисуса Христа Святых последних дней. Алонсо предложил Эдвину начать обучение живописи и оказать поддержку. В 1880-х годах, будучи уже женатым, Эванс с женой отправились в Солт-Лейк-Сити, где он учился у George Martin Ottinger и Dan Weggeland.

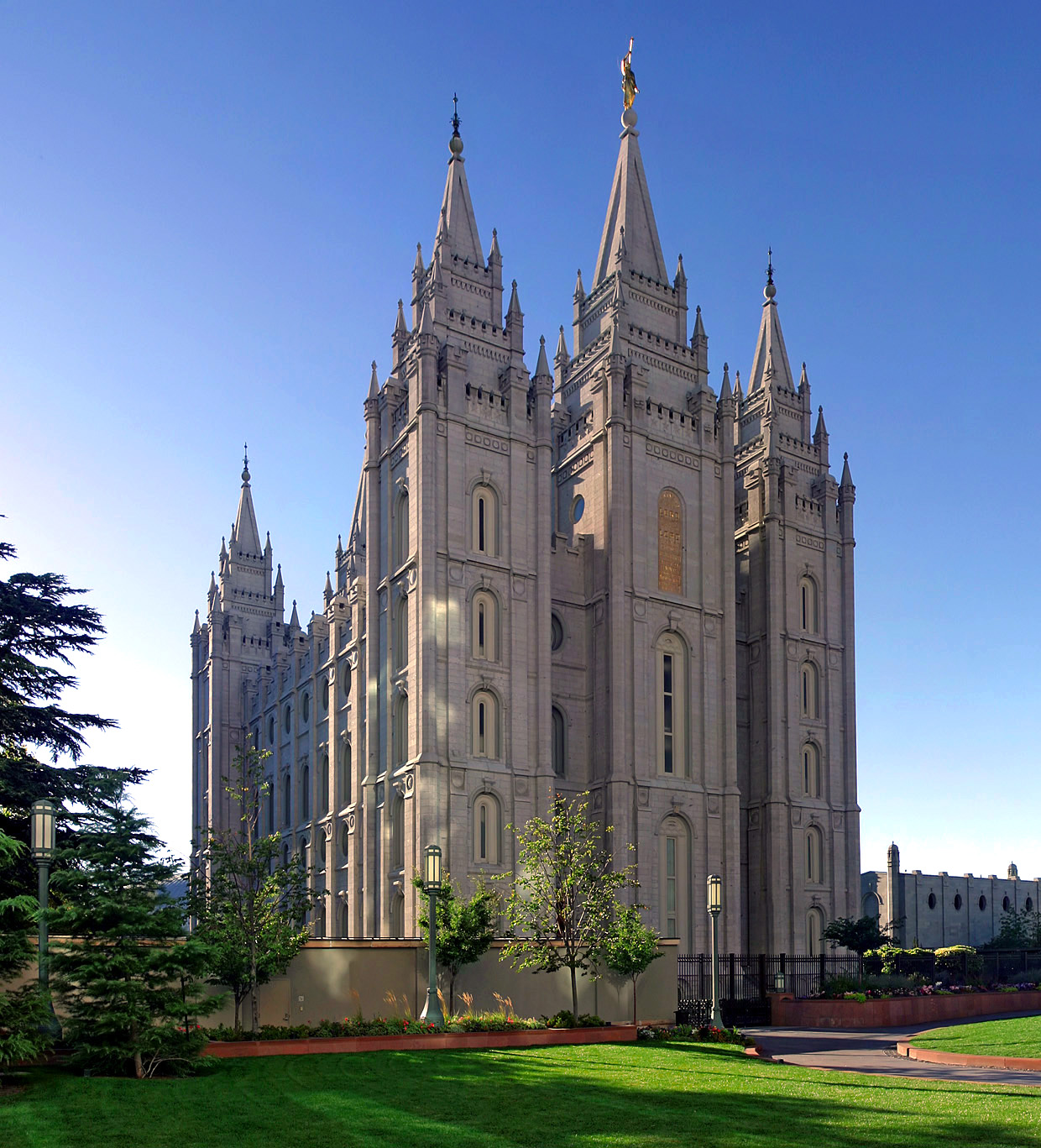
Salt Lake Temple

В 1888 году, при дальнейшей поддержке от Гайда, Эванс поехал в Париж, где обучался вместе с John Fairbanks, Джон Хафен и Lorus Pratt в Академии Жулиана у французского художника Albert Rigolot. Все художники стали известны как French Art Missionaries. По возвращении в Соединённые Штаты, они выполнили фрески в храме Salt Lake Temple, который был освящен в 1893 году. Эдвин Эванс создал также фрески для церкви Cardston Alberta Temple и госпиталя Veterans' Hospital в Солт-Лейк-Сити.
Вместе с Джоном Хафеном и James Taylor Harwood Эванс основал Академию искусств в Солт-Лейк-Сити. А его холст «Хлебные поля» (или «Пшеничные поля»), написанный когда он находился во Франции, занял почетное место Всемирной выставке в Чикаго в 1893 году. В 1898 году он был назначен президентом Института изобразительных искусств (англ. Institute of Fine Arts) в Университете штата Юта и преподавал там до 1919 года. Его самым известным учеником был Леконт Стюарт. Также Эванс преподавал в Юношеской христианской ассоциации, давал уроки в частной студии и церковной школе.
Умер 3 марта 1946 года в Лос-Анджелесе, штат Калифорния.
Был женат на Кэтрин Льюис (англ. Catherine Lewis) с 1880 года, у них было пятеро дочерей и два сына.